# Борис Данков
 Тази статия е за писателя.  За художника вижте Борис Данков (художник).  
Борис Данков е български поет, журналист и преводач. Ползва още псевдонимите Богдан Евлогиев, Богдан Войновски, Богдан Войников и Северин Майски.

## Биография
Роден е на 16 април 1941 г. Завършва Априловската гимназия (1959), а след това – Софийския университет – българска филология (1966) и журналистика (1984). Създател е на литературната група „Илия Иванов – Черен“ и издател на литературния свитък „Повик“ (1968).
Известно време работи във в. „Балканско знаме“ – Габрово като редактор в „Културен отдел“. От 1974 г. до 1978 г. е журналист във в. „Народна младеж“, а след това до 1983 г. – редактор във в. „Работническо дело“. От 1983 до 1989 г. е кореспондент на вестника във Варшава. След демократичната промяна през 1989 г. е сред екипа на новосъздадения от Стефан Продев в. „Дума“. От 1991 до юли 1995 г. е член на редколегията и зав. отдел „Култура“ на вестника. През 1995–1998 г. е директор на Българския културен институт във Варшава и главен редактор на излизащото на полски език издание „Bułgarska kronika“. След завръщането си в България – отново е завеждащ отдел „Култура“ и член на редколегията на в. „Дума“, от 2000 г. до 2008 г. – коментатор във вестника и редактор на литературното приложение „Пегас“. От 2009 г. зав. отдел. „Четиво“ и редактор на „Пегас“ до 1 октомври 2015 г.

## Признание и награди
Носител е на годишната награда на фондация „Христо Ботйов“ (2004), на Априловската награда за цялостно творчество и особен принос в областта на културата (2007), на наградата „Золотая муза“ (2009) – за приноса му в развитието на културните отношения между България и Русия, на годишната награда в категория „Печат“ на Съюза на българските журналисти (2009) и на литературната премия с медал „Сергей Есенин“ на Музея-резерват „Сергей Есенин“ в Константиново (2012), Годишна награда на Съюза на българските писатели за публицистика (2012) и годишната награда за документалистика и краезнание (2018).